# Floyd (Virginie)
Pour les articles homonymes, voir Floyd.
La ville de Floyd est le siège du comté de Floyd, dans le Commonwealth de Virginie, aux États-Unis. Sa population s’élevait à 425 habitants lors du recensement de 2010, estimée à 438 habitants en 2017.

## Source
- (en) Cet article est partiellement ou en totalité issu de l’article de Wikipédia en anglais intitulé « Floyd, Virginia » (voir la liste des auteurs).